# 20376 Joyhines
20376 Joyhines è un asteroide della fascia principale. Scoperto nel 1998, presenta un'orbita caratterizzata da un semiasse maggiore pari a 2,4250057 UA e da un'eccentricità di 0,1296551, inclinata di 1,99945° rispetto all'eclittica.